# 關東大震災

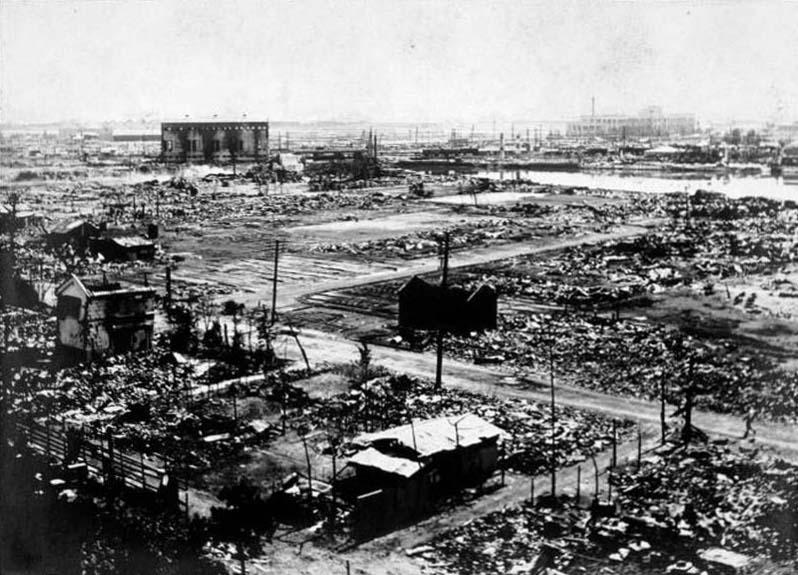
遭到地震摧毀的橫濱市區

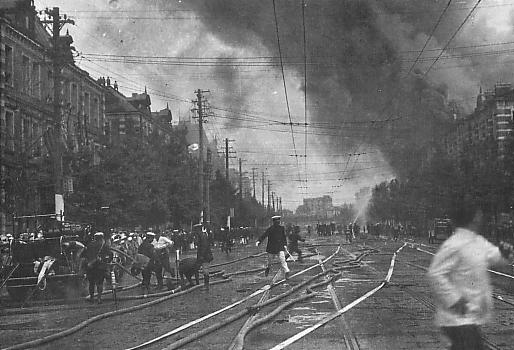
關東大地震發生之後的丸之內

關東大震災是指日本在1923年9月1日發生的關東大地震所引發的大規模災害。關東大地震罹難人數估計大約有100,000人到142,000人（包括大約40,000人失蹤，被推定都已經罹難）之間。這是大日本帝國期間最嚴重的自然災害。根據鹿島建設的研究報告顯示，截至2005年9月，總共有105,000人證實死於關東大地震。

## 傷亡
- 罹難人數、失蹤人數有：約14萬2千8百人（官方統計罹難者約105,000人）
- 避難人數有：至少190萬人以上
- 倒塌建築物：約12萬8,266棟
- 火災燒毀之建築物：約44萬7,128棟

由於關東大地震發生在中午，當時許多人正在煮飯，導致許多地方都發生了大火，許多被壓在廢墟、瓦礫中的倖存者都被活活燒死。由於日本北部能登半島附近沿海的颱風帶來的強風，導致大火迅速蔓延，席捲整個城市，即使是幸運逃脫地震災難的人，也被大火濃煙熏倒，甚至也被烈火燒死，關東大地震時間並不長，可是地震之後的大火卻一連燒了三天三夜，但凡易燃、易爆物品，不是發生了大爆炸，就是火焰沖天。有人因為腳陷在熔化的柏油路裡而罹難，逃難的人群擁向室外的空曠地帶，街道、廣場、公園、海灘、學校的操場等地，一時間擠滿了人。然而烈火蔓延之快，超出了人們的想像，這些本應安全的市區空地反而成為被火勢包圍的死亡陷阱，最大單一傷亡災難發生在陸軍本所被服廠跡地（現在的横網町公園），當時大約有38,000人擠進東京市中心這一個空曠的空地，然而火勢卻迅速包圍這裡並形成火災旋風，避難者反被燒死或在倉皇逃生中被踩死。東京等地的消防隊傾巢出動，準備與火魔搏鬥，但是由於地下自來水管道都被破壞，根本找不到水源。消防隊員自然無法赤手空拳與大火搏鬥，消防車和救護車進入火場之後都寸步難行。

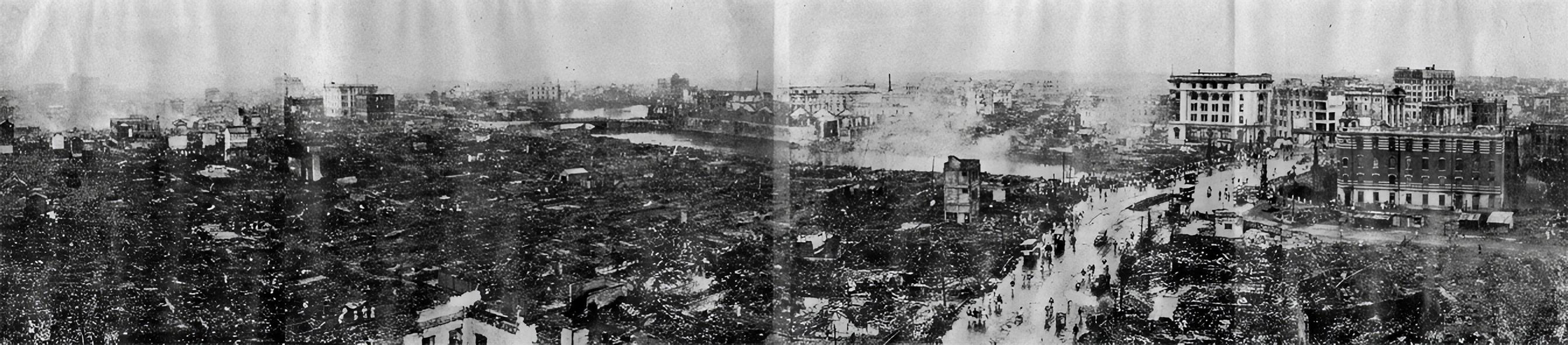
從東京京橋俯瞰地震之後的日本橋與神田

東京皇宮在地震之後也發生了火災，但是大正天皇安然無恙。當關東大地震發生的時候，大正天皇和貞明皇后正在日光，因此也沒有任何危險。這場地震也造成了多位皇室成員罹難，閑院宮載仁親王年僅17歲的第四個女兒寬子女王、身在藤澤市的東久邇宮稔彦王第二個兒子師正王與鎌倉的賀陽宮邦憲王第二個女兒佐紀子女王都因為房屋倒塌而罹難。

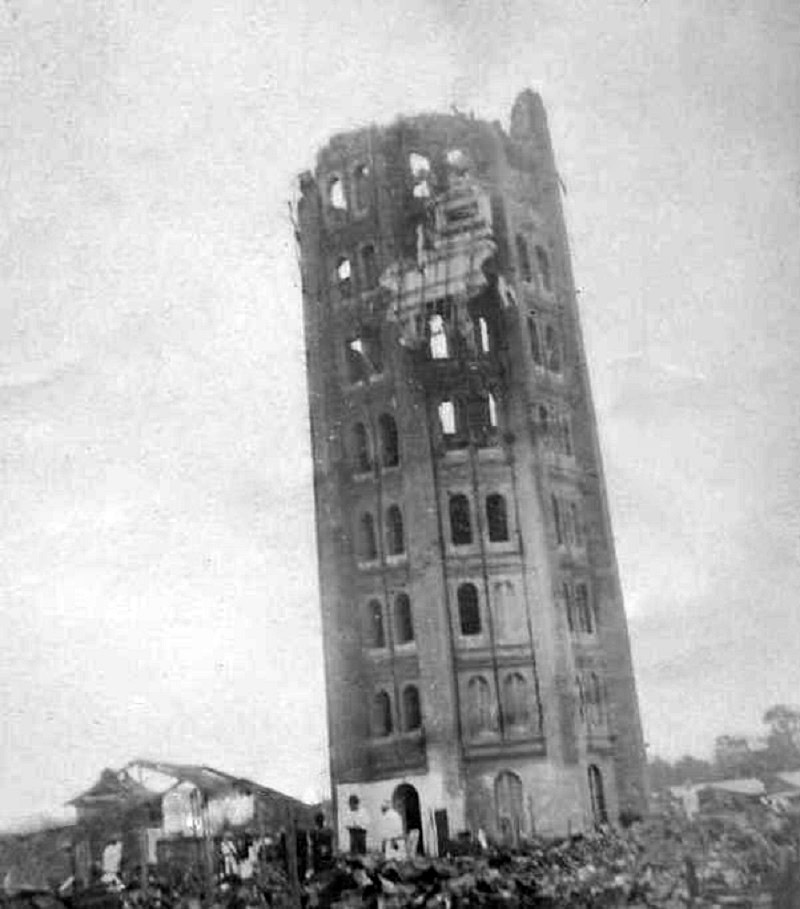
位於淺草的凌雲閣在大地震發生後遭到嚴重破壞

東京市區內許多建築物都遭到了嚴重破壞，包括淺草的凌雲閣在內。而興建中的丸之內內外大樓崩塌，導致讓300多名員工被壓死。大藏省、文部省、內務省、外務省、警視廳等政府機構建築物、帝國劇場、三越百貨日本橋本店、文化與商業設施都遭到了巨大的破壞，作為銀座標誌的銀座磚瓦街也遭到了震毀，原本的西洋風街道和洋房就變成了瓦礫堆。位於在神田神保町的東京帝國大學圖書館與松廼舍文庫也發生火災，許多重要書籍都遭到了焚毀。
這場地震也造成山崩，許多房屋遭到掩埋或是被沖走，尤其是在神奈川縣西部沿海的山區和丘陵地區，報告顯示大約有800人罹難。在小田原市西部根府川村的火車站根府川站，山崩將一列搭載超過100名旅客的列車與整個車站和村莊都被推入了海中。巨大海嘯在幾分鐘之後就到達部分的海岸地區，侵襲了相模灣海岸、房總半島、伊豆群島和伊豆半島東海岸。並且也紀錄到浪高10公尺的巨大海嘯，巨大海嘯還導致了鎌倉市沿岸有100人罹難，江之島堤道則有50人罹難。當時英國文學學者暨文藝評論家廚川白村在鎌倉也因巨大海嘯而罹難。在這場地震中總共超過有570,000間房屋遭到毀壞，並且有1,900,000人無家可歸。一些民眾搭乘船舶遠離關東地區，疏散到關西地區的神戶。關東大地震的破壞估計造成有10億美元以上的損失（在當時的貨幣價值衡量）。關東大地震之後總共記錄到有57次的餘震。
在地震發生的時候，正好有一個強大的颱風襲擊東京灣地區。一些科學家，包括美國國家氣象局C·F·布魯克斯認為颱風導致大氣壓力減少，加上海上的風暴潮導致壓力也突然的增加，對一個已經充滿斷層的地方也很有可能是引發大地震。地震和颱風估計總共造成有99,300人罹難，另外總共有43,500人失蹤。

## 地震後的騷亂

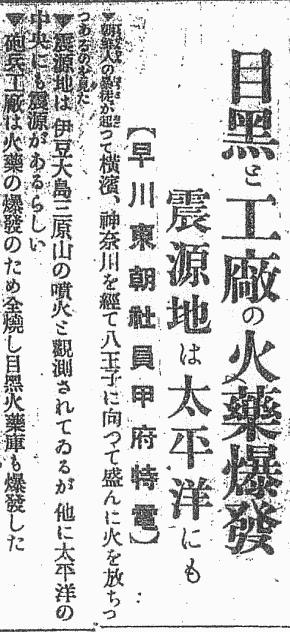
大正12年9月3日大阪朝日新聞號外

日本政府內務省在9月2日宣布東京府轄管的五個郡實施戒嚴，並於翌日將戒嚴令擴及整個東京府和神奈川縣，下令所有警察局長以維持秩序與安全為第一要務。 

### 新聞與謠言
地震發生後眾多民眾感到恐慌混亂，許多謠言在受災地區內外傳播。當時，報紙上刊登了一些令人感到混淆的文章，包括東京和日本內閣遭到毀滅、整個關東地區沉入大海當中、伊豆群島因為火山爆發遭到破壞及一個巨大海嘯抵達內陸赤城地區等許多新聞。

### 關於朝鮮人的報導

#### 震災後
當時市面上有多篇報紙報導聲稱日本朝鮮族在災難中犯下縱火和搶劫等案件，並稱他們打算破壞下江戶川橋等市內多條橋樑，更有報導稱有中國人和聾啞的日本人被朝鮮人殺傷以及有朝鮮人打算在火藥庫放火。這些報導出現在9月2日至6日的《大阪朝日新聞》、《東京日日新聞》、《河北新聞》等報紙中，其中《大阪朝日新聞》在9月3日的報章中指有貧窮朝鮮人在橫濱地區進行不當行為，同日《東京朝日新聞》出版的號外亦稱該社的記者目擊朝鮮暴徒在横濱及神奈川前往八王子方向放火。這些報導引起了社會大眾的憤怒，朝鮮人因而在東京和橫濱遭到大規模暴力鎮壓。

#### 騷亂與調查
當時自警团在城市、城鎮和整個村莊中設置路障並盤查路人。因為朝鮮人的口音與日本人不同，例如“G”或“J”的發音，所以自警團選出一些字彙當作示播列來區分異己，因為無法正常發出這些音的人大多被視為朝鮮人；其中一些人被要求離開，但是許多人遭到毆打或殺害。此外，也有很多人也被誤認為朝鮮人，例如來自溫州的中國人、琉球人與一些說區域性方言的日本人都被當作朝鮮人處置。被殺害的中國人超過七百人，溫州當地後來於1993年建立一座紀念碑以悼念這次事件。不過，當時的橫濱市鶴見警察署署長大川常吉也對300名朝鮮人進行了保護，驅散1000名群眾，更為此當眾喝下被指称有投毒的井水以證其清白。横須賀鎮守府也遵照戒嚴司令部的命令設立朝鮮人避難所。根據吉野作造的調查，大約有2613名朝鮮人在事件中遭到殺害，《獨立新聞》上海分社社長金承学則認為受害人數是6661人（此數字包括失蹤人口在內）。根據日本內務省警保局調査，有231名朝鮮人遭到杀害，43名朝鲜人受伤，3名中國人与59名日本人遭到误杀，43名日本人遭到误傷。
日本軍方和政府在得知傳言後對部分內容有所懷疑，故開始調查，並發現部分內容純屬誤傳。於是，9月3日早上當局於市內張貼告示澄清。8日，東京地方裁判所檢事正南谷智悌否定了部分流言的真確性，不過亦證實了確有朝鮮人犯罪的事件發生。10月開始，政府起訴了362名自警團成員，指他們涉及殺人、殺人未遂、傷害致死、和傷人等四項罪名，自警團後於11月被強制解散。

#### 事後
2013年，《朝鮮日報》發布了一篇名為「關東地震90年還原日本人屠殺朝鮮人真相」的報導，該報導聲稱在9月1日發生地震當晚，「日本警方開始散佈朝鮮人正在殺人放火以及朝鮮人在井水裡下毒等謠言，並在翌日以更快的速度傳開。」，並稱日本軍人和警察積極散佈朝鮮人犯罪的謠言是「毫無根據」，更指「多區警署署長公然表示允許殺害朝鮮人」，又引述「持有槍械的戒嚴軍和各地自發組建的3600多個自警團在大街上『屠殺朝鮮人』」、「日本軍人、警察和平民均參與了大屠殺」。2003年，《证言集》的作者西崎雅夫指出：「日本政府隐藏了在关东大地震的时候军队或警察介入朝鲜人屠杀時直接杀死朝鲜人的事情，而当时一般群众因为相信朝鲜人在杀人放火，认为军队在保护自己，故日本军队在處決朝鲜人時都高呼‘万岁’。」，又指控日本政府在當時製造謠言、使用酷刑和輕判日本人，而且「正在逐渐忘记过去引起战争的原因。」該年8月31日在东京明治大学举行的学术发表会上还有人認為，关东大地震后日本媒体实际煽动了对韩国人的大屠杀，如《东京每日新闻》发行了题为“不服从日本的朝鲜人四处放火”的号外等。大韓民國國家紀錄院公開的資料指出，日本當局動用了警察和消防隊伍等公權力屠殺朝鮮人，犧牲者之中包括未滿10歲的兒童，甚至還有2歲嬰兒。有韓國學者更公開保存資料，照片顯示當時有許多女屍被發現時其下半身是裸露的。

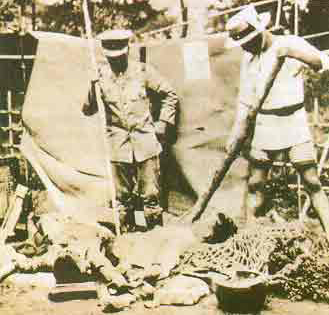
關東大地震發生之後，許多在日朝鮮人被殺害

日本內閣府於2007年發表調查報告，當中包括了對當時流言和報導的調查。

### 屠杀华侨案
虐杀朝鲜人的同时，自卫团趁着屠杀的动乱，抢劫和杀害中国华工。据不完全统计，约有700多名中国人在这次屠杀事件中遇害。
东京大島町是浙江温州华工聚集地，地震发生后，数百名日本“青年自警团”团员、警察和军人手持枪械拥至大岛町八丁目华人所住的林合吉客栈，强迫华工交出财物后，将客栈内174位华工骗至空地乱砍乱杀，当场杀死173人，只有头部遭受重创、一只耳朵被乱刀砍下的黄芝连幸存。该次惨案是当时伤亡最惨重的一次集体屠杀，在日本外务省记录上被称作“大岛町事件”。接着，日本军国主义趁混乱之际，对聚居在东京大岛町一带的温州、青田籍旅日华工进行屠杀，700多名华工被害，史称“东瀛惨案”。
王希天是来自长春的公费旅日留学生，震后，他听闻“东瀛惨案”，只身一人骑自行车去出事地点访查。9月12日凌晨3时许，日军中队长大尉佐佐木、中尉垣内八洲夫二人，奉戒严司令部长官之命，把王希天残杀于龟户町逆井榜旁，时年27岁。王希天被垣内八洲夫在背后齐肩一刀斩去，面庞、手、脚都被斩碎，另被掠走身上的10元7角钱和自来水笔。
1923年10月，在全国强烈抗议怒潮的压力下，新任中華民國驻日代办施履本向日本外务大臣伊集院彦吉提出严重抗议，日本人对此先是矢口否认，随即承认这只是误杀。中華民國政府随即派专使王正廷等，赴日调查。1924年4月24日，日本横滨地方法院对此次事件进行判决：总共赔偿700多名死难者和伤者20万日元，其中1万日元指定给王希天家属。但赔偿始终未有具体执行。随着多次战争爆发，此次“东瀛事件”逐渐被淡忘。

## 援助

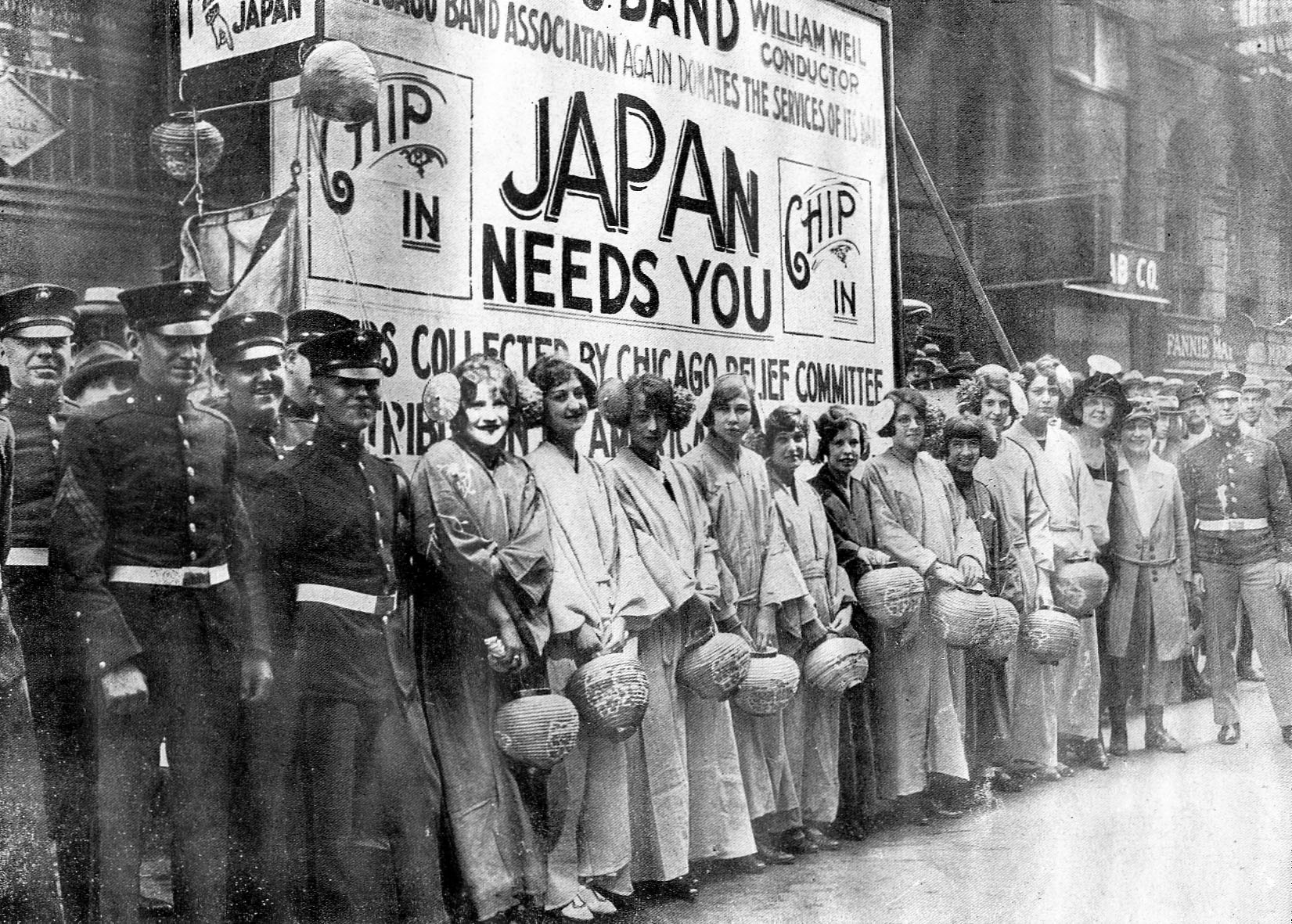
美國芝加哥地震募款活動

在關東大地震發生之後，許多國家提供醫療用品與捐款予日本政府。美國、英國、奧地利、德國、比利時和秘魯等國都捐獻救災物資。
中國政府在地震發生後立即派出救援队，也是当时第一个抵达灾区的国际援助队。當時海军李鼎新总长调派军舰两艘，载运粮食急驶往横滨拯救灾民，并电上海总商会召集巨商及慈善机关，设法捐助大批款项汇东急赈。闻总商会已议定派商船十只，载运食物、药品分赴东京、横滨、神户等处接济。北平、天津、成都等地成立救灾团体，演艺界筹款筹物，梅兰芳还进行了义演，红十字会救护队赴日救灾。
前清朝皇帝溥儀在得知地震消息後，立即表示要捐款給日本政府。根據溥儀外籍帝師莊士敦回憶錄的紀錄，溥儀回應道：“並沒有什麼政治動機，我們真正對日本感到同情。”
墨田區的横網町公園在關東大地震中估計有38,000人死於火災旋風。目前在該公園內設有佛教風格的紀念館暨博物館，紀念館內陳列一個台灣佛教徒捐贈的鐘，又建有「東京都慰靈堂」及「關東大地震朝鮮人犧牲者追悼碑」，分別紀念第二次世界大戰期間東京大空襲的受害者，與遭到私刑殺害的朝鮮人。

## 影響

### 震災後的不景氣
由多家事業所廠房嚴重損壞所導致的失業人口激增，加上政府政策處理上的問題，引致1927年的昭和金融恐慌。

### 耐震建築與不燃化
在震災中，大部份磚造房屋倒塌毀壞，且當時以鋼筋混凝土建造的建築物為數不多。其中，由建築師内藤多仲設計，在震災發生前三個月完工的日本興業銀行總行基本上沒有損壞，成為各界高度關注耐震建築的標準。
1924年（大正13年），大日本帝国政府改正了原本1919年公布，並於次年開始施行的《市街地建築物法》，成為日後《建築基準法》的標準。
由震災造成的火災引燃了密集的木造建築，導致當地傷亡慘重，因此於災後重新進行行政區劃整理。在地震發生之後，後藤新平組織了一個涵蓋東京的公路、鐵路和公共服務等網絡的重建計劃，東京市內的公園全部被作為可以容納民眾避難的處所，並為公共建築物制定嚴格的建築標準。
鐵道省汲取木造車廂被燒毀的教訓，研發較安全的鋼製車廂，並於1927年全面更換。

### 遷都討論
東京在受到這次大地震的破壞後，一些政府官員曾考慮遷都其他地方的可能性，甚至討論到新首都的可能地點（包括京城府近郊的龍山、加古川與八王子市等地），但是後來在9月12日復興東京的詔書宣佈後，遷移首都的構想遭到否決。不過震災導致大量人口移居大阪，使得1920年代大阪人口一度超越東京。詳見大大阪時代。

### 文化傳播
谷崎潤一郎等關東圈文化人士移住到阪神地區；因震災而失業的東京天婦羅職人移居日本各地；關西風的黑輪開始在關東傳播。

### 军事
尚在横须贺海军工厂改裝中的「天城号航空母舰」从船台上倒下，龙骨移位并严重损毁，最终被迫废弃拆解。
日本為緩和國內壓力，彌補國內的資源不足，從而加速醞釀已久的大陸政策，透過侵略中國來攫取更多資源。

### 海外
美國設計師法蘭克·洛伊·萊特計算東京帝國飯店可以承受地震侵襲，但事實上該建築仍受震災影響；不過因為該建築承受之地震作用力仍在預期內，所以持續使用到1968年為止。美國駐日大使館在地震中遭破壞，導致美国驻日大使賽勒斯·伍茲搬到飯店辦公。

### 防災日
日本政府在1960年宣布9月1日為一年一度的「防災日」（當天也是關東大地震37週年），提醒人們準備預防地震災害的重要性；在每年的這一天，日本各地學校會默哀地震所造成的傷亡，並進行防災避難演練。

## 外部連結
- 「1923年關東大地震」平成18年7月中央防災會議専門調査會報告書
- 關東大地震照片（国立科学博物館地震資料室）
- 特集：關東大地震 （页面存档备份，存于）（鹿島建設）
- 關東大地震照片與地圖
- 東京關東地方大地震大正12年（1923年）9月2日～5日記録（兵庫縣篠山市）
- 關東大地震照片資料（京都府立綜合資料館）
- 大地震資料美國地質調査所）
- 關東大地震資料 （页面存档备份，存于）Online photo gallery by A. Kengelbacher
- 關東大地震資料影片 （页面存档备份，存于）
- 關東大地震 （页面存档备份，存于）A Brown University Library Digital Collection
- USGS地震資料
- 關東大地震後日本人殺害韓國人的資料Article from Korean newspaper
- 關東大地震資料 （页面存档备份，存于）
- 日本人殺害韓國人的資料 （页面存档备份，存于）